# Fundação Escola de Serviço Público do Estado do Rio de Janeiro
A Fundação Escola de Serviço Público do Estado do Rio de Janeiro (FESP-RJ) tem as atribuições da realização do concurso público e a oferta de treinamento aos servidores estaduais e municipais do estado do Rio de Janeiro.
Tem como princípio ajudar a difundir e a implementar uma cultura de resultados no serviço público fluminense, auxiliando as prefeituras e o governo do estado, respectivas autarquias, a desenvolver políticas públicas baseadas em resultados e a melhorar o desempenho em seus programas e projetos.
A FESP-RJ foi instituída em 1976 e atualmente é órgão vinculado à Secretaria de Estado de Planejamento e Gestão (SEPLAG-RJ).
A FESP-RJ agora se chama Fundação CEPERJ pela Lei Estadual n° 5420, de 31 de março de 2009, sancionada pelo governador Sérgio Cabral, que dispõe sobre a incorporação da Fundação Centro de Informação e Dados do Rio de Janeiro (CIDE) pela Fundação Escola de Serviço Público (FESP-RJ). A decisão foi publicada pelo Diário Oficial de 1° de abril. Dessa forma, fica alterada a denominação da Fundação Escola de Serviço Público para Fundação Centro Estadual de Estatísticas, Pesquisas e Formação de Servidores Públicos do Rio de Janeiro – CEPERJ. 